# دانيال ألوميا روبليس
دانيال ألوميا روبليس (بالإسبانية: Daniel Alomía Robles)‏ (3 يناير 1871 - 18 يونيو 1942 في ليما، البيرو) كان عالم موسيقى وملحن أوبرا بيروي.
كان هذا الملحن معروف على وجه الخصوص من خلال مقطوعته الموسيقية المسرحية إل كوندور باسا التي ألفها عام 1913 والتي أعلنت عام 2004 كتراث وطني في البيرو.

## روابط خارجية
- دانيال ألوميا روبليس على موقع IMDb (الإنجليزية)
- دانيال ألوميا روبليس على موقع ميوزك برينز (الإنجليزية)
- دانيال ألوميا روبليس على موقع أول ميوزيك (الإنجليزية)
- دانيال ألوميا روبليس على موقع أول ميوزيك (الإنجليزية)
- دانيال ألوميا روبليس على موقع أول ميوزيك (الإنجليزية)
- دانيال ألوميا روبليس على موقع أول ميوزيك (الإنجليزية)
- دانيال ألوميا روبليس على موقع ديسكوغز (الإنجليزية)